# Agnieszka Mirahina
Agnieszka Mirahina (ur. w 1985 roku) – polska poetka.

## Życiorys
Absolwentka filologii rosyjskiej i polskiej na Uniwersytecie Warszawskim i Uniwersytecie Wrocławskim. Wiersze publikowała m.in. w „Dekadzie Literackiej”, „Wakacie online”, „Ricie Baum” i „Lampie”. Poetka projektu Sfotografuj wiersz – Zwierszuj fotografię. Opublikowała trzy książki poetyckie: Radiowidmo, która stanowiła główną nagrodę w projekcie „Połów 2009” adresowanym do poetów przed debiutem książkowym, Do rozpuku oraz Widmowy refren, za którą została nominowana do Nagrody Literackiej Gdynia 2015. Jej twórczość można opisywać jako czerpiącą inspiracje z przedwojennej awangardy bądź z katastrofizmu.

## Poezja
- Wszystkie radiostacje Związku Radzieckiego (Biuro Literackie, Wrocław 2008) - arkusz
- Radiowidmo (Biuro Literackie, Wrocław 2009)
- Do rozpuku (Wydawnictwo Wojewódzkiej Biblioteki Publicznej i Centrum Animacji Kultury, Poznań 2010)
- Widmowy refren (Wydawnictwo Forma i Fundacja Literatury im. Henryka Berezy, Szczecin-Bezrzecze 2014)